# Mr. Satan
Mr. Satan (en japonès: ミスター・サタン, Misutā Satan) és un personatge de ficció del manga Bola de Drac, escrit i dibuixat per Akira Toriyama l'any 1984, i de la seva posterior adaptació a l'anime. És conegut com a Hercule en algun doblatge de Funimation i en l'edició de Viz del manga en anglès.

## Biografia
Mr. Satan és un artista marcial flamant que es converteix en un heroi de renom mundial després dels Jocs d'en Cèl·lula. Després que Goku i els seus companys deixin d'assistir al Torneig Mundial d'Arts Marcials, el Senyor Satan comença a guanyar-los i es converteix en el campió regnant durant molts anys. Durant els Jocs d'en Cèl·lula, intenta lluitar contra Cèl·lula, i fins i tot després de ser assassinat, se li concedeix a ell el crèdit per la mort d'en Cèl·lula pels mitjans de comunicació. Ben aviat es proclama heroi mundial, guanyant una gran riquesa i una ciutat que s'anomena com ell. Tot i que Goku i els seus companys troben el seu ego infligit i la seva arrogància molt molesta, es converteix en el seu amic de confiança després de fer amistat amb Majin Buu. Va ajudar a derrotar la malvada versió de Buu mitjançant la seva celebritat per reunir la gent de la Terra i així contribuir amb la seva energia al Genki-Dama de Goku. La benevolent encarnació de Buu es trasllada més tard i viu amb el senyor Satan i la seva mascota labrador retriever anomenada Bee (ベ エ, Bē).

## Recepció
Els aficionats japonesos van votar al Senyor Satan com a l'onzè personatge més popular de la sèrie de Bola de Drac en un sondeig de 2004, tot i que les seves malifetes posteriors a la sèrie eren més divertides en comparació amb les seves aparicions anteriors.

## Doblatge i traducció
A la traducció original de la sèrie en anglès, Funimation va canviar el seu nom per "Hercule". Tanmateix, quan van gravar un nou doblatge per a llançaments de vídeo casolans sense censurar, es va passar a utilitzar el nom original de Mr. Satan. El 2009, Toriyama va revelar que el seu nom real era Mark (en japonès: マ ー ク, Māku), una part de la paraula japonesa "akuma", que significa diable o dimoni. Daisuke Gōri fou la veu original japonesa fins a la seva mort, amb Unshou Ishizuka que va assumir el paper després, mentre que en anglès la dona Don Brown en el dub d'Ocean i Chris Rager en el dub de Funimation. La veu catalana del Senyor Satan apareix per a l'anime Dragon Ball Z amb Joan Pau Piqué com a actor.